# Pollimyrus tumifrons
Pollimyrus tumifrons es una especie de pez elefante eléctrico perteneciente al género Pollimyrus en la familia Mormyridae presente en varias cuencas hidrográficas de África, entre ellas el Pool Malebo y los sectores bajos y centrales del río Congo, particularmente en afluentes del Sangha y el Mweru-Luapula-Bangweulu. Es nativa de la República Democrática del Congo, Angola, la región del Congo y la República Centroafricana; y puede alcanzar un tamaño aproximado de 11,2 cm.

## Estado de conservación
Respecto al estado de conservación, se puede indicar que de acuerdo a la IUCN, esta especie puede catalogarse en la categoría «Preocupación menor (LC)».